# Digrammia aliceata
Digrammia aliceata es una polilla perteneciente a la familia Geometridae, descrita por primera vez por el entomólogo estadounidense Samuel E. Cassino en 1928. El holotipo de la especie fue descrito en el Monte Willson, del Monumento Nacional de las Montañas de San Gabriel, Califronia.

## Descripción
Es una polilla mediana, con una envergadura de 30 a 32 milímetros (1,2 a 1,3 plg). Los palpos son cortos, las antenas ciliadas, la cabeza, tórax y abdomen son de color blanco crema, escasamente salpicados de escamas negras.

### Alas
Las alas anteriores son de color crema amarillento claro, escasamente salpicadas de átomos oscuros. Presenta una mancha oscura en el centro del ala, cerca de la base. La línea basal comienza en una mancha negra a un cuarto de su longitud y se extiende oblicuamente hasta el margen interno. La línea media comienza en una mancha prominente en la costa a dos quintos de su longitud, la cruza en ángulo recto y luego se extiende en una línea irregular hasta el margen interno aproximadamente a la mitad de su longitud. CUenta con cuatro manchas discales a nivel de la costa del ala anterior. La mancha discal es negra y bastante prominente, formando parte de la línea media y se encuentra directamente debajo o un poco más alejada que la segunda mancha costal. La mancha extradiscal nace de una gran mancha triangular, la tercera costal, en el margen costal. La cuarta mancha en la costa suele ser tan grande como las otras tres y se encuentra cerca del ápice. Esta mancha es la causa de una tonalidad indistinta, que reaparece con mayor o menor volumen cerca del centro del ala y justo fuera de la línea discal adicional. En el margen de todas las alas hay manchas oscuras entre las venas. Los flecos parecen ser un poco más oscuros que las alas.
Las alas posterires son de color similar al de las anteriores. Hay escamas oscuras cerca del margen anal, los flecos coinciden con los de las alas anteriores, y hay manchas discales pálidas. Debajo de las alas son un poco más pálidas y la mácula sombrea indistintamente la cara superior.